# Socialismo con rostro humano

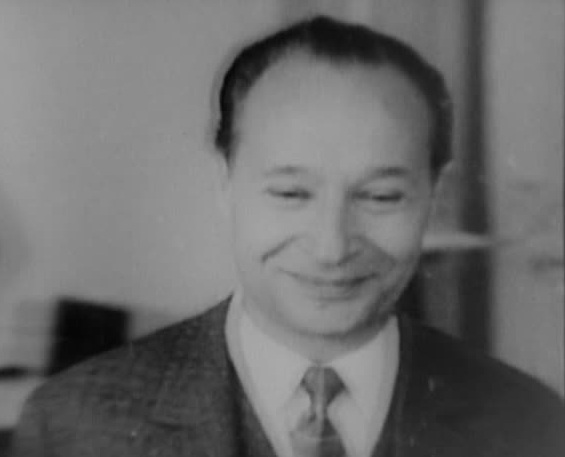
Alexander Dubček fue el principal líder del socialismo con rostro humano en Checoslovaquia.

El socialismo de rostro humano (en checo: socialismus s lidskou tváří; en eslovaco: socializmus s ľudskou tvárou) fue el programa anunciado por Alexander Dubček y sus colaboradores cuando fue nombrado presidente del Partido Comunista de Checoslovaquia (KSČ) en enero de 1968. Era una reforma que implementaba ciertos grados de democratización y libertad política, pero que permitiría al KSČ seguir manteniendo el poder real. El término fue acuñado por Radovan Richta.
La serie de cambios políticos, culturales, sociales y laborales que desencadenó este programa se conoce como la Primavera de Praga y se vio reflejada en la participación activa de estudiantes, intelectuales, sindicatos, consejos de trabajadores, entre otros. Los movimientos de la Primavera de Praga resistieron incluso después de la invasión del Pacto de Varsovia en el país hasta que progresivamente fueron disueltos por el Gobierno checoslovaco.

## Antecedentes
En este país el proceso de desestalinización empezó en los sesenta, bastante tardío en comparación con otros países del bloque del Este. En esta etapa transicional lograron elevarse ciertas voces críticas, aunque tuvieron que enfrentar cierta represión. Dentro de las limitaciones se lograron liberar algunos presos políticos, rehabilitar condenados en los procesos de la década de 1950, facilitar viajes al exterior y cambios en el código laboral.
En cuanto al aspecto económico, se estaban llevando a cabo reformas económicas teorizadas principalmente por el economista Ota Šik. Estas reformas habían empezado en 1965 bajo el nombre de «Nuevo Modelo Económico» tras su aprobación por el partido. Bajo ellas progresivamente se limitaba la planificación centralizada y se permitía mayor acción de los mecanismos de mercado, así como también remuneración según las cualificaciones y competencias técnicas; todo ello con el fin de incentivar mejoras tecnológicas y de gestión. Igualmente en 1966 se crea una comisión estatal de gestión y organización encaminada a darle mayor importancia a la participación de los trabajadores.
Por otra parte, se describe que la torpe reacción de Antonín Novotný y la falta de apoyo claro por parte del Partido Comunista de la Unión Soviética encabezado por Leonid Brézhnev permitieron la posibilidad generar cambios políticos dentro del KSČ, desembocando el 3 de enero de 1968 en una nueva dirección liderada por Dubček.
Dubček describía que existía un distanciamiento  entre la población y las instituciones políticas, un notable estancamiento económico, un partido insensible por una convivencia nacional equilibrada entre checos y eslovacos, falta de consideración hacia la juventud, los intelectuales y las propias tradiciones culturales del país.

## Programa
En abril de 1968 el comité central del Partido Comunista Checoslovaco aprobó el «Programa de Acción», documento que sintetizaba los principios en los que debía basarse el socialismo con rostro humano.
El programa permitía aumentar la participación del pueblo en la política local y nacional bajo el paraguas del Partido Comunista de Checoslovaquia, mayor libertad de prensa y de cultura, y enfatizaba la necesidad de la iniciativa personal en los temas económicos. Los dirigentes del antiguo estilo fueron apartados de la vida pública.
El programa no tenía previsto legalizar partidos independientes o propietarios privados de compañías. La participación en el Bloque del Este no estaba cuestionada. Los acontecimientos provocados, especialmente por su rapidez, sorprendieron y consternaron a los dirigentes checoslovacos.
El propio partido experimentaría cambios internos como elevación del comité central sobre el secretariado y el politburó y que el presídium –máximo órgano de la organización– debía estar conformado por funcionarios que no desempeñaran cargos de carácter general y plurinacional.
Bajo este programa comienza a materializarse la autogestión de la propiedad social, estallando huelgas contra la incompetencia de la vieja dirigencia empresarial. En un principio bajo fórmulas cogestionarias, pero los sindicatos con el apoyo de los estudiantes exigen mayor autonomía que tiende a sobrepasar las líneas del partido.
Las reformas también incluían la federalización en dos naciones: Chequia y Eslovaquia. En cuanto a la política exterior se buscaría mantener buenas relaciones con los países occidentales y cooperar con los países socialistas.
En los últimos días de la Primavera de Praga el partido establece otra serie de cambios políticos donde se le otorga al parlamento control y vigilancia del poder ejecutivo y de la administración así como también la abolición de la policía secreta.

## Supresión

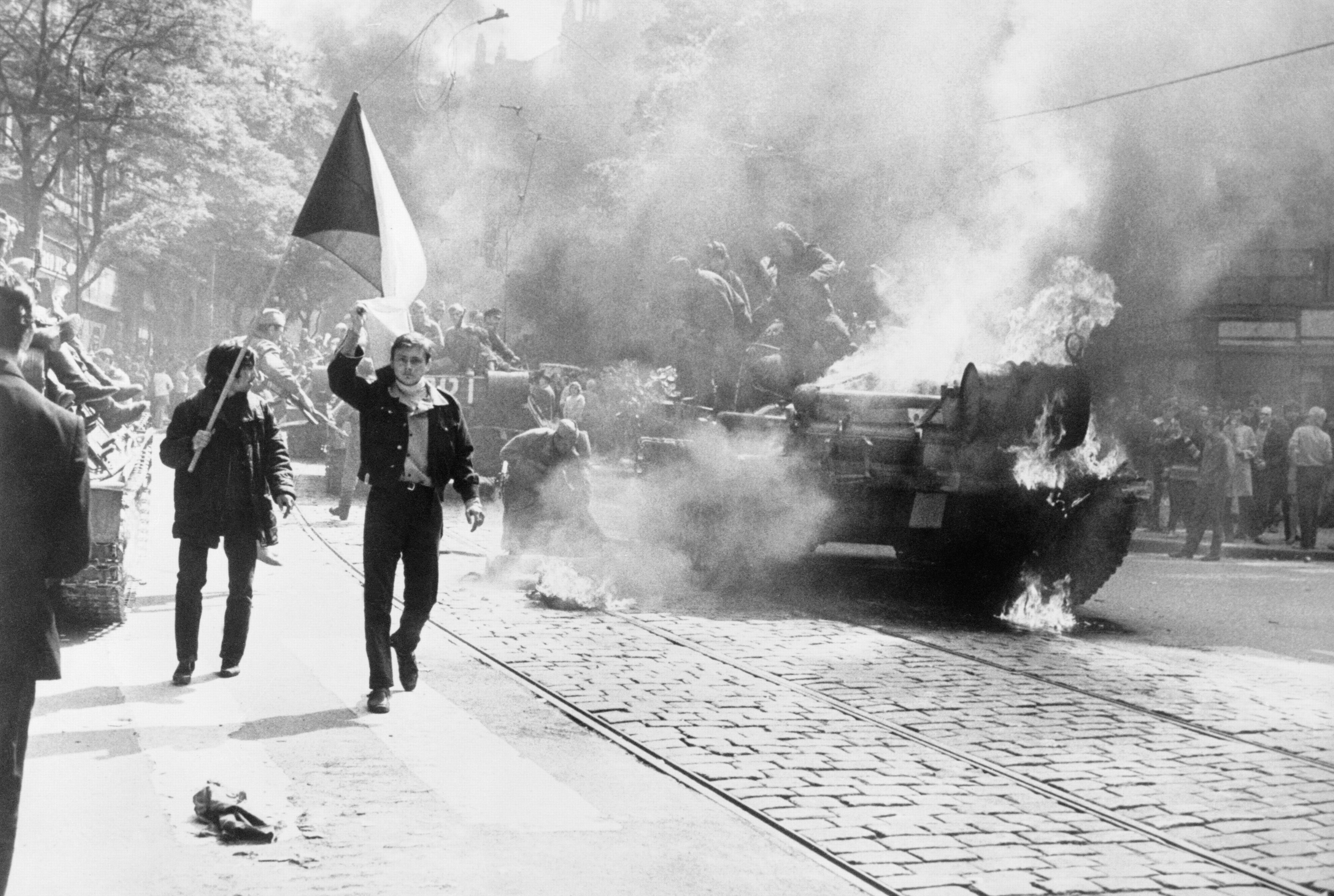
Checoslovacos llevan su bandera nacional por delante de un tanque soviético en llamas en Praga.

Los acontecimientos provocados por la aplicación de este programa se conocen como la Primavera de Praga. El proceso de democratización y de liberación política se terminó la mañana del 21 de agosto de 1968, cuando unos 200.000 soldados y 5.000 carros de combate blindados del Pacto de Varsovia invadieron Checoslovaquia.
Las reformas iniciadas fueron eliminadas una a una y el país volvió al modelo centralizado con el KSČ como organizador de todos los aspectos políticos y económicos. La mayoría de las personas implicadas en el proyecto reformista perdieron su poder político y fueron perseguidos.
Las críticas desde Occidente fueron casi inexistentes, los escritores de izquierda, como Tariq Ali, argumentaron que esto se debía a que los Estados occidentales veían el socialismo humano y democrático de Checoslovaquia como un desarrollo hacia una tercera vía, una amenaza más grande al capitalismo occidental que el proyecto comunista de la Unión Soviética y sus aliados que, en gran medida, ya estaba muy desacreditado para la sociedad occidental en 1968.

## Consecuencias
El único aspecto que sobrevivió fue el federalismo en el país, creando la República Socialista Checa y la República Socialista Eslovaca. El movimiento por la mayor participación autogestionaria e independencia de los trabajadores se aceleró y politizó con la invasión del Pacto de Varsovia, incrementando progresivamente la cantidad de consejos de trabajadores llegando a involucrar más de un millón de trabajadores en el verano de 1969. Posteriormente poco a poco el Gobierno fue disolviendo la autonomía sindical.
En 1987 Mijaíl Gorbachov reconoció que la perestroika le debía mucho al socialismo con rostro humano. Incluso en un artículo de 1989 afirmó que el objetivo de sus reformas era proporcionar un socialismo con rostro humano. Cuando le preguntaron por la diferencia entre la experiencia checoslovaca y la soviética, respondió: «19 años».
En diciembre de 1989, la URSS y los cuatro países aliados del Pacto de Varsovia que invadieron Checoslovaquia en agosto de 1968 la reconocieron como una «injerencia en los asuntos internos» de aquel país soberano. La condena se realizó por partida doble, en un comunicado conjunto de los Gobiernos de Bulgaria, Hungría, la Alemania Oriental y Polonia y otro por separado del Gobierno de la Unión Soviética.